# 9 Sad Symphonies
| Recensione      | Giudizio |
| --------------- | -------- |
| AllMusic        |          |
| The Guardian    |          |
| The Independent |          |

9 Sad Symphonies è il quinto album in studio della cantante e cantautrice inglese Kate Nash. È stato pubblicato il 21 luglio 2024 tramite Kill Rock Stars e segue il suo album del 2018, Yesterday Was Forever. È stato preceduto dall'uscita di sei singoli, Misery, Horsie, Wasteman, Millions of Heartbeats, Space Odyssey 2001 e My Bile.

## Tracce
1. Millions of Heartbeats – 4:00
2. Misery – 3:37
3. Wasteman – 3:28
4. Abandoned – 4:03
5. Horsie – 3:52
6. My Bile – 3:40
7. These Feelings – 3:08
8. Space Odyssey 2001 – 4:53
9. Ray – 3:34
10. Vampyre – 4:15